# 扬子饭店旧址
扬子饭店旧址位于中国江苏省南京市鼓楼区宝善街2号（中山北路599号），最初由英国人柏耐登设计建造于1912至1914年，饭店经营至1950年歇业，后产权人柏耐登及其妻子相继逝世，1968年房屋由南京市房管局接收，后为南京市公安局下关区分局所在地。
建筑包括三层楼房1幢、二层楼房2幢及平房，共82间。主体建筑为砖木结构，并大量使用出自浦口点将台的明代城墙砖作为建筑材料，屋顶采用方底台式和斜面式，开设防雨小屋面式老虎窗，其风格受到文艺复兴时期法国城堡式府邸建筑的影响。
1933年4月，宋庆龄率“中国民权保障同盟”代表团来南京设法营救作为政治犯被关押的陈赓、罗登贤等4人，并探望关押在江苏第一监狱的第三国际远东局情报官员牛兰及其妻子时曾下榻于此。